# Tennis al XIII Festival olimpico estivo della gioventù europea
Le competizioni di tennis al XIII Festival olimpico estivo della gioventù europea si sono svolte dal 27 luglio al 1º agosto 2015 a Tbilisi, in Georgia.

## Podi

### Ragazzi
| Evento             | Oro                             | Argento                 | Bronzo                     |
| Singolare maschile | Adrian Andreev                  | Yshai Oliel             | Tibo Ignace Tom Colson     |
| Doppio maschile    | Gabriele Bosio / Riccardo Perin | Toi Ginat / Yshai Oliel | Evzen Holis / Tomáš Macháč |

### Ragazze
| Evento              | Oro                       | Argento                                   | Bronzo                                          |
| Singolare femminile | Lucie Kankova             | Taisiya Pachkaleva                        | Selma Stefania Cadar                            |
| Doppio femminile    | Kaja Juvan / Nika Radisic | Selma Stefania Cadar / Andreea Prisacariu | Leonie Katharina Kueng / Simona Martina Waltert |